# Ricardo Gutiérrez
Ricardo Gutiérrez (Arrecifes, 10 novembre 1836 – Buenos Aires, 23 settembre 1896) è stato uno scrittore argentino, uno degli esponenti principali, accanto a O. Andrade e Carlos Guido y Spano, dell'ultima generazione lirica romantica d'Argentina.

## Biografia
Partecipò come medico alla spedizione di Mitre nel Paraguay, e più che gioia per la sua vittoria ne riportò pietà per i vinti, come testimonia la sua composizione La victoria, una delle poche cose autentiche, commosse e vive di questo scrittore. Mediocri sono, invece, i suoi poemi narrativi di ambiente regionale e gauchesco, Lazàro (1860), La fibra salvaje (La fibra selvaggia) (1860), le due raccolte di versi El libro de las lagrimas e El libro del los cantos, nonché il romanzo di tono romantico Christian (1880).